# Elecciones legislativas de Guinea Ecuatorial de 2013
Elecciones legislativas se celebraron en Guinea Ecuatorial el 26 de mayo de 2013, junto con elecciones municipales. Tras las reformas constitucionales aprobadas en un referéndum en 2011, fueron las primeras elecciones en las que se eligió al nuevo Senado. El gobernante Partido Democrático de Guinea Ecuatorial ganó casi todos los escaños  en ambas cámaras del Parlamento.

## Sistema electoral
El Senado cuenta con 70 miembros, de los cuales 55 son elegidos y 15 son nombrados por el presidente Teodoro Obiang Nguema Mbasogo.
Los 100 miembros de la Cámara de los Diputados son elegidos por representación proporcional de lista cerrada en distritos electorales plurinominales.

## Partidos participantes
El Partido Democrático de Guinea Ecuatorial se presentó en alianza con una coalición de diez partidos de oposición: la Convención Liberal Democrática (CLD), el Partido Socialista de Guinea Ecuatorial (PSGE), la Alianza Democrática Progresista (ADP), el Partido de la Coalición Social Demócrata (PCSD), la Unión Democrática Social (UDS), la Unión Popular (UP), el Partido Liberal (PL), el Partido Social Demócrata (PSD), la Union Democrática Nacional (Udena) y la Convergencia Social Democrática y Popular (CSDP).
La Convergencia para la Democracia Social (CPDS) y la Acción Popular de Guinea Ecuatorial (APGE) fueron las únicas formaciones de oposición que participaron.

## Resultados

### Senado
| Partido                                                                                   | Votos | % | Escaños |
| ----------------------------------------------------------------------------------------- | ----- | - | ------- |
| Partido Democrático de Guinea Ecuatorial y aliados                                        |       |   | 54      |
| Convergencia para la Democracia Social                                                    |       |   | 1       |
| Acción Popular de Guinea Ecuatorial                                                       |       |   | 0       |
| Miembros designados                                                                       | –     | – | 15      |
| Total                                                                                     |       |   | 70      |
| Fuente: Gobierno de Guinea Ecuatorial Archivado el 3 de marzo de 2016 en Wayback Machine. |       |   |         |

### Cámara de los Diputados
| Partido                                                                                   | Votos | % | Escaños | +/– |
| ----------------------------------------------------------------------------------------- | ----- | - | ------- | --- |
| Partido Democrático de Guinea Ecuatorial y aliados                                        |       |   | 99      | 0   |
| Convergencia para la Democracia Social                                                    |       |   | 1       | 0   |
| Acción Popular de Guinea Ecuatorial                                                       |       |   | 0       | 0   |
| Total                                                                                     |       |   | 100     | 0   |
| Fuente: Gobierno de Guinea Ecuatorial Archivado el 3 de marzo de 2016 en Wayback Machine. |       |   |         |     |

## Denuncias
La oposición denunció estos comicios como fraudulentos. Personalidades como Placido Mico y Wenceslao Mansogo Alo se mostraron totalmente en desacuerdo con los resultados oficiales.